# Separate Vacations
Separate Vacations is een Canadese filmkomedie uit 1986, geregisseerd door Michael Anderson. De film is gebaseerd op de gelijknamige roman van Eric Weber.

## Verhaal
Na een huwelijk van 12 jaar en 3 kinderen beginnen de eerste scheurtjes in de romantiek te komen voor Richard en Sarah. Richard besluit alleen zonder vrouw en kinderen op vakantie te gaan naar Mexico om zijn libido een nieuw leven in te blazen. Ondertussen blijf Sarah ook niet stil zitten en vertrekt naar de winterse bergen waar ze de aanwijzingen van een ski-instructeur opvolgt.

## Rolverdeling
| Acteur         | Personage      |
| -------------- | -------------- |
| David Naughton | Richard Moore  |
| Jennifer Dale  | Sarah Moore    |
| Mark Keyloun   | Jeff Ferguson  |
| Lally Cadeau   | Shelley        |
| Jackie Mahon   | Annie Moore    |
| Jay Woodcroft  | Bobby Moore    |
| Lee-Max Walton | Donald Moore   |
| Tony Rosato    | Harry Blender  |
| Laurie Holden  | Karen          |
| Sherry Miller  | Sandy          |
| Susan Almgren  | Helene Gilbert |
| Harvey Atkin   | Henry Gilbert  |